# 卡亚纳
卡亚纳是巴西米纳斯吉拉斯州的一个市镇。总面积106.513平方公里，总人口4537人，人口密度42.6人/平方公里。